# Red 5
Red 5, artiestennaam van Thomas Kukula, is een Duits dj en producer.
In 1997 werd Red 5 bekend met zijn hits Da Beat Goes, I Love You ... Stop! en Lift Me Up. Na 1997 kende hij enkel nog succes in zijn thuisland Duitsland.

## Discografie

### Singles
| Single met hitnotering(en) in de Vlaamse Ultratop 50 | Datum van verschijnen | Datum van binnenkomst | Hoogste positie | Aantal weken | Opmerkingen             |
| ---------------------------------------------------- | --------------------- | --------------------- | --------------- | ------------ | ----------------------- |
| Da Beat Goes                                         | 1997                  | 08-03-1997            | 13              | 12           | Dancesmash op Radio 538 |
| I Love You ... Stop!                                 | 1997                  | 17-05-1997            | 30              | 8            | Dancesmash op Radio 538 |
| Lift Me Up                                           | 1997                  | 23-08-1997            | 32              | 2            |                         |

- Gemeinsame Normdatei: 189420898
- International Standard Name Identifier: 0000 0003 7011 3943
- Library of Congress Control Number: no2007013138
- MusicBrainz: b419c157-15df-4470-9244-4c80528c5a30
- Virtual International Authority File: 220547270
- WorldCat: E39PBJyt3t3vJqttK36Yw8Qg8C